# أبل سيم
أبل سيم (بالإنجليزية: Apple SIM)‏ هي وحدة تعريف المشترك مملوكة لشركة أبل. وهي مضمنة في إصدارات جي بي إس + شبكة خلوية من آي باد إير 2 والإصدارات الأحدث، وآي باد ميني 3 والإصدارات الأحدث، وآي باد برو.
تدعم بطاقة أبل سيم الخدمات اللاسلكية عبر شركات اتصالات متعددة مدعومة، والتي يمكن تحديدها من واجهة مستخدم داخل آي أو إس وآي باد أو إس، مما يزيل الحاجة إلى تثبيت بطاقة وحدة تعريف المشترك مقدمة من قبل شركة الاتصالات نفسها. في حين لم تعترف أبل بهذه الميزة أثناء تقديم طرازات الآي باد التي يتم شحنها مع بطاقة أبل سيم، فإن المواد الترويجية على موقعها على الويب تناقش الميزة على أنها موجهة لمستخدمي عقود الإنترنت عبر الهاتف المحمول قصيرة الأجل عبر شركات اتصالات متعددة.
تشمل شركات الاتصالات التي تدعمها بطاقة أبل سيم شركات إيه تي & تي وفيرايزون وتي موبايل يو إس وإي إي وإيه يو وجيج سكاي وتروفون وثري وخدمة دائما متصل اللاسلكية. وتوفر هذه الشركات مجتمعة تغطية في أكثر من 100 دولة. ومع ذلك، فإن تنشيط الخدمات المحمولة على إيه تي & تي سيؤدي إلى قفل بطاقة أبل سيم بشكل دائم على إيه تي & تي، مما يتطلب شراء بطاقة أبل سيم جديدة لاستخدام شركة اتصالات مختلفة.
تُعرف بطاقة وحدة تعريف المشترك من أبل باسم بطاقة وحدة تعريف المشترك قابلة للإزالة مع إمكانية التجهيز عن بُعد – وهي بطاقة وحدة تعريف المشترك خاصة يمكن تهيئتها بملفات تعريف مشغل مختلفة. وهذا على النقيض من بطاقة وحدة تعريف المشترك المضمنة، والتي لا يمكن إزالتها ويمكن أيضًا توفيرها عن بُعد. ويبدو أن أبل بدأت في تضمين كلا النوعين من بطاقات وحدة تعريف المشترك في أجهزتها الأحدث.
اعتبارًا من 1 أكتوبر 2022، لم تعد تقنية أبل سيم متاحة لتفعيل خطط البيانات الخلوية الجديدة على آي باد.

## الأجهزة المدعومة
المصدر:

### شريحة أبل سيم مدمجة
تحتوي الأجهزة التالية على بطاقة أبل سيم مدمجة (باستثناء الصين).
- آي باد برو 12.9 بوصة (الجيل الثاني) (واي فاي + خلوي)
- آي باد برو 10.5 بوصة (واي فاي + خلوي)
- آي باد برو 9.7 بوصة (واي فاي + خلوي)

### دعم شريحة أبل سيم
الأجهزة التالية تدعم بطاقات أبل سيم الفعلية.
- آي باد برو 11 بوصة (الجيل الثالث) (واي فاي + خلوي)
- آي باد برو 11 بوصة (الجيل الثاني) (واي فاي + خلوي)
- آي باد برو 11 بوصة (الجيل الأول) (واي فاي + خلوي)
- آي باد برو 12.9 بوصة (الجيل الخامس) (واي فاي + خلوي)
- آي باد برو 12.9 بوصة (الجيل الرابع) (واي فاي + خلوي)
- آي باد برو 12.9 بوصة (الجيل الثالث) (واي فاي + خلوي)
- آي باد برو 12.9 بوصة (الجيل الثاني) (واي فاي + خلوي)
- آي باد برو 12.9 بوصة (الجيل الأول) (واي فاي + خلوي)
- آي باد برو 10.5 بوصة (واي فاي + خلوي)
- آي باد برو 9.7 بوصة (واي فاي + خلوي)
- آي باد (الجيل التاسع) (واي فاي + خلوي)
- آي باد (الجيل السابع) (واي فاي + خلوي)
- آي باد (الجيل السابع) (واي فاي + خلوي)
- آي باد (الجيل السادس) (واي فاي + خلوي)
- آي باد (الجيل الخامس) (واي فاي + خلوي)
- آي باد آير 13 بوصة (الجيل الخامس) (واي فاي + خلوي)
- آي باد آير 11 بوصة (الجيل الخامس) (واي فاي + خلوي)
- آي باد آير (الجيل الخامس) (واي فاي + خلوي)
- آي باد آير (الجيل الرابع) (واي فاي + خلوي)
- آي باد آير (الجيل الثالث) (واي فاي + خلوي)
- آي باد آير 2 (واي فاي + خلوي)
- آي باد ميني (الجيل السادس) (واي فاي + خلوي)
- آي باد ميني (الجيل الخامس) (واي فاي + خلوي)
- آي باد ميني 4 (واي فاي + خلوي)
- آي باد ميني 3 (واي فاي + خلوي)

## وصلات خارجية
- أبل سيم (Official website)